# Марико Ясида
Марико Ясида (англ. Mariko Yashida) — персонаж американских комиксов издательства Marvel Comics, наиболее известная как одна из главных женщин в жизни супергероя-мутанта Росомахи. Их роман считается одним из самых печальных союзов в Marvel Comics.
С момента её первого появления в комиксах героиня появилась в различных медиа-адаптациях, включая мультсериалы и кино. В фильме «Росомаха: Бессмертный» (2013), выходившем в рамках одноимённой кинофраншизы от студии 20th Century Fox, роль Марико Ясиды исполнила японская модель Тао Окамото.

## История публикаций
Марико Ясида была создана сценаристом Крисом Клэрмонтом и художником Джоном Бирном и впервые появившаяся в комиксе The Uncanny X-Men #118 (Февраль 1979). В интервью, опубликованном в журнале Back Issue! #4, Бирн признался, что она была основана на героине романа «Сёгун» (1975) Тода Марико: «На тот момент я только что закончил читать „Сёгуна“, в то время как Крис роман не читал. Мне захотелось совершенно бессовестным образом украсть персонажа оттуда. И, как вы, наверное, знаете, она была создана, чтобы умереть». Первоначально Клермонт планировал расширить роль Марико в комиксах о Людях Икс, сделав её домработницей команды, однако художник Дэйв Кокрум оказался против, заявив, что девушка не согласилась бы на эту роль из-за своего статуса. 

## Биография
Впервые Марико познакомилась с Людьми Икс, когда те обратились за помощью к её двоюродному брату Солнечному огню, после чего Логан и Марико влюбились друг в друга и проводили время в Японии. 
В ограниченной серии комиксов Wolverine отец Марико криминальный авторитет Сингэн Ясида приказал дочери выйти замуж за своего партнёра Нобору-Хидэки, который оказался жестоким человеком. Росомахе удалось освободить Марико из-под гнёта её жениха и отца, и та стала новым главой клана Ясида. Тем не менее, после махинаций суперзлодея Повелителя разума Марико была вынуждена разорвать их помолвку до тех пор, пока ей не удастся ограничить её клан от преступности.
В сюжетной арке, охватившей комиксы Wolverine #55-57, авторства сценариста Ларри Хамы и художника Марка Сильвестри, Марик обратилась за помощью к Росомахе, когда лидер преступного клана Рука Мацуо Цураябы бросил ей вызов. В конечном итоге была отравлена последним, после чего девушка попросила Росомаху убить её, чтобы избежать медленной и болезненной смерти. Опечаленный потерей Марико, Росомаха в течение нескольких лет отрезал по одной части тела Цураябы в день годовщины смерти возлюбленной.
Впоследствии Марико была воскрешена Горгоном, который принудил её к службе в рядах Руки под псевдонимом Алый Самурай. Тем не менее, Марико была освобождена из-под его контроля пожилой версией Росомахи из альтернативной реальности, после чего девушка начала мирную жизнь.

## Вне комиксов

### Телевидение
- Гвендолин Йео озвучила Марико Ясиду в мультсериале «Росомаха и Люди Икс» (2009)[13].
- В «Marvel Anime: Росомаха» (2011) Марико озвучила Фумико Орикаса[13]. По сюжету, отец Марико Сингэн заставляет её выйти замуж за нынешнего лидера Мадрипура по имени Хидэки Курохаги. Её возлюбленный Логан пытается помешать свадьбе, чтобы воссоединиться с Марико, однако, в конечном итоге, Хидэки случайно стреляет Марико в грудь. Она говорит Логану, что любит его и всегда будет с ним, прежде чем мирно умереть в объятиях возлюбленного[14].

### Кино
Тао Окамото исполнила роль Марико Ясиды в фильме «Росомаха: Бессмертный» (2013). Она является внучкой Итиро Ясиды, дочерью Сингэна Ясиды, сводной сестрой Юкио и возлюбленной Логана. На похоронах дедушки её пытается похитить преступный синдикат Якудза, однако Логан срывает планы его членов. За время нахождения в загородном доме Ясиды Марико и Логан постепенно влюбляются друг в друга. В дальнейшем Марико похищают и доставляют в штаб-квартиру корпорации Ясида, где выяснилось, что именно её отец приказал Якудзе похитить и впоследствии убить её, потому что Итиро завещал семейную империю именно ей. Её спасают Кенуитиё Харада и его клан Чёрных ниндзя, которые затем приводят её в исследовательский центр. Когда выясняется, что Итиро жив и использовал Марико в качестве приманки для захвата и извлечения бессмертия Росомахи с помощью брони Серебряного Самурая, ей удаётся освободить Логана из его оков, после чего Марико пронзает Итиро отсечёнными когтями Росомахи, позволяя тому убить его. Позже Марико становится новым генеральным директором корпорации Ясида и прощается с Логаном, выражая надежду увидеть его снова.